# شان دوهرتی (بازیکن فوتبال)
شان دوهرتی (انگلیسی: Sean Doherty؛ زادهٔ ۱۰ فوریهٔ ۱۹۸۵) بازیکن فوتبال اهل بریتانیا است.
از باشگاه‌هایی که در آن بازی کرده‌است می‌توان به باشگاه فوتبال ادو دن هاخ، باشگاه فوتبال فولام، باشگاه فوتبال ای. اف. سی لیورپول، باشگاه فوتبال اسلایگو راورز، باشگاه فوتبال مارین، باشگاه فوتبال بلکپول، باشگاه فوتبال ویتون آلبیون، باشگاه فوتبال ساوتپورت، باشگاه فوتبال رویال آنتورپ، باشگاه فوتبال کولوین بای، باشگاه فوتبال پورت ویل، باشگاه فوتبال آکرینگتون استنلی، و باشگاه فوتبال درویلزدن اشاره کرد.
وی همچنین در تیم‌های ملی فوتبال زیر ۱۷ سال انگلستان و زیر ۲۱ سال انگلستان بازی کرده‌است.